# دانكا كوفينتش
دانكا كوفينتش مواليد 18 نوفمبر 1994 في ستنيي، صربيا والجبل الأسود، هي لاعبة كرة مضرب مونتينيغرية تلعب باليد اليمنى وتحتل حالياً المرتبة رقم. 46 (22 فبراير 2016) في تصنيف رابطة محترفات كرة المضرب. أعلى تصنيف لها في الفردي كان المركز الـ 46 في سنة 2016.

## الخط الزمني للأداء
مفتاح
| ف | ن | ن.ن | ر.ن | د# | د.م | ل | أ.أ | ت | غ | ب | ف | ذ | م.خ | ل.ت |

(ف) فاز بالبطولة (ن) وصل النهائي (ن.ن) نصف النهائي (ر.ن) ربع النهائي (د#) الأدوار الأربعة الأولى (د.م) دور المجموعات (ل) شارك في كأس ديفيز (أ.أ) خرج من الأدوار الاولى (ت) خسر التصفيات التأهيلية (غ) غاب عن الحدث أو البطولة (ب) حصل على ميدالية برونزية (ف) حصل على ميدالية فضية (ذ) حصل على ميدالية ذهبية (م.خ) بطولة الماسترز خُفضت إلى مرتبة أقل (ل.ت) البطولة لم تعقد في السنة المعينة.
لتجنب الارتباك وازدواجية الحساب، يتم تحديث هذه المعلومات إما في نهاية البطولة، أو عندما تكون مشاركة اللاعب في البطولة قد انتهت.

### الفردي
| الدورة                        | 2014 | 2015 | 2016 | م.ف   | ف-خ |
| ----------------------------- | ---- | ---- | ---- | ----- | --- |
| بطولة أستراليا المفتوحة للتنس | ت3   | ت1   | د2   | 0 / 1 | 1–1 |
| دورة رولان غاروس الدولية      | د1   | د2   |      | 0 / 2 | 1–1 |
| بطولة ويمبلدون                | ت3   | د1   |      | 0 / 1 | 0–1 |
| أمريكا المفتوحة               | ت1   | د2   |      | 0 / 1 | 1–1 |
| الإجمالي                      | 0–1  | 2–3  | 1–1  | 0 / 5 | 3–5 |

## روابط خارجية
- دانكا كوفينتش على موقع رابطة محترفات التنس (الإنجليزية)
- دانكا كوفينتش على موقع الاتحاد الدولي لكرة المضرب (الإنجليزية)
- دانكا كوفينتش على موقع كأس بيلي جين كينغ (الإنجليزية)
- دانكا كوفينتش على موقع خلاصة التنس.كوم (الإنجليزية)
- دانكا كوفينتش على موقع اللجنة الأولمبية الدولية (الإنجليزية)
- دانكا كوفينتش على موقع أوليمبيديا (الإنجليزية)